# DGUOK
DGUOK (англ. Deoxyguanosine kinase) – білок, який кодується однойменним геном, розташованим у людей на короткому плечі 2-ї хромосоми.  Довжина поліпептидного ланцюга білка становить 277 амінокислот, а молекулярна маса — 32 056.
| 10         |  | 20         |  | 30         |  | 40         |  | 50         |
| ---------- |  | ---------- |  | ---------- |  | ---------- |  | ---------- |
| MAAGRLFLSR |  | LRAPFSSMAK |  | SPLEGVSSSR |  | GLHAGRGPRR |  | LSIEGNIAVG |
| KSTFVKLLTK |  | TYPEWHVATE |  | PVATWQNIQA |  | AGTQKACTAQ |  | SLGNLLDMMY |
| REPARWSYTF |  | QTFSFLSRLK |  | VQLEPFPEKL |  | LQARKPVQIF |  | ERSVYSDRYI |
| FAKNLFENGS |  | LSDIEWHIYQ |  | DWHSFLLWEF |  | ASRITLHGFI |  | YLQASPQVCL |
| KRLYQRAREE |  | EKGIELAYLE |  | QLHGQHEAWL |  | IHKTTKLHFE |  | ALMNIPVLVL |
| DVNDDFSEEV |  | TKQEDLMREV |  | NTFVKNL    |  |            |  |            |

A: Аланін

C: Цистеїн

D: Аспарагінова кислота

E: Глутамінова кислота

F: Фенілаланін

G: Гліцин

H: Гістидин

I: Ізолейцин

K: Лізин

L: Лейцин

M: Метіонін

N: Аспарагін

P: Пролін

Q: Глутамін

R: Аргінін

S: Серин

T: Треонін

V: Валін

W: Триптофан

Кодований геном білок за функціями належить до трансфераз, кіназ. 
Задіяний у таких біологічних процесах як ацетиляція, альтернативний сплайсинг. 
Білок має сайт для зв'язування з АТФ, нуклеотидами. 
Локалізований у мітохондрії.